# 15 Central Park West
15 Central Park West (15 CPW) ist eine luxuriöse Wohnanlage mit 202 Eigentumswohnungen an der namensgebenden Adresse in Manhattan in New York City. Sie besteht aus zwei Teilen: dem 19 Stockwerke hohen The House an der Ecke Central Park West / West 61st Street und dem 35 Stockwerke hohen Wolkenkratzer The Tower an der Ecke West 61st Street / Broadway. Beide sind mit einem glasüberdachten elliptischen Eingangspavillon verbundenen.

## Baugeschichte
Der Gebäudekomplex befindet sich in der Upper West Side nur einen Block nördlich vom Columbus Circle entfernt zwischen dem Central Park und dem Broadway, wo er einen ganzen Stadtblock einnimmt. Im Mai 2004 kaufte ein Joint Venture bestehend aus Artur und William Zeckendorf, Goldman Sachs und der Firma Global Holdings des israelischen Milliardärs Eyal Ofer das „Mayflower Hotel“ und das angrenzende Grundstück und ließen von 2005 bis 2008 den Komplex 15 Central Park West errichten. Dem Baubeginn ging ein jahrelanger Rechtsstreit mit einem Bewohner des „Mayflower Hotels“, das 1926 im Stil des Art déco vom Architekten Emery Roth errichtet worden war, voraus. Architekt des neoklassizistischen Neubaus ist Robert A. M. Stern, der versucht hat, durch die äußere Baugestaltung den Art-déco-Gebäuden Manhattans nahezukommen. Vorbild waren die Wohnhochhäuser des Architekten Rosario Candela an der Fifth Avenue und der Park Avenue in Manhattan.

## Ausstattung und Bewohner
Die Baukosten von 15 Central Park West betrugen einschließlich der Grundstücksankäufe und der Kalksteinverkleidung zirka 950 Millionen US-Dollar. Beide Gebäude weisen mehrere Rücksprünge auf und passen sich somit der üblichen Baugestaltung der Central Park West an. Der 167,6 m (550 Fuß) hohe Wolkenkratzer The Tower verfügt über 134 und das 70,4 m (231 Fuß) hohe The House über 68 Wohneinheiten. Der Komplex enthält eine private Zufahrt, begrünte Dachterrassen, Kino, Fitness-Center und einen Swimmingpool. An der Broadway-Seite erhebt sich der 35-stöckige Wohnturm über einen fünfstöckigen Sockel mit Einzelhandelsflächen. 
Zu den bekannten Bewohnern zählen beziehungsweise zählten Personen wie Sting, Norman Lear, Denzel Washington, Lloyd C. Blankfein, Dmitri Rybolowlew und Tochter Jekaterina, Sanford I. Weill, Robert De Niro und Jeff Gordon.

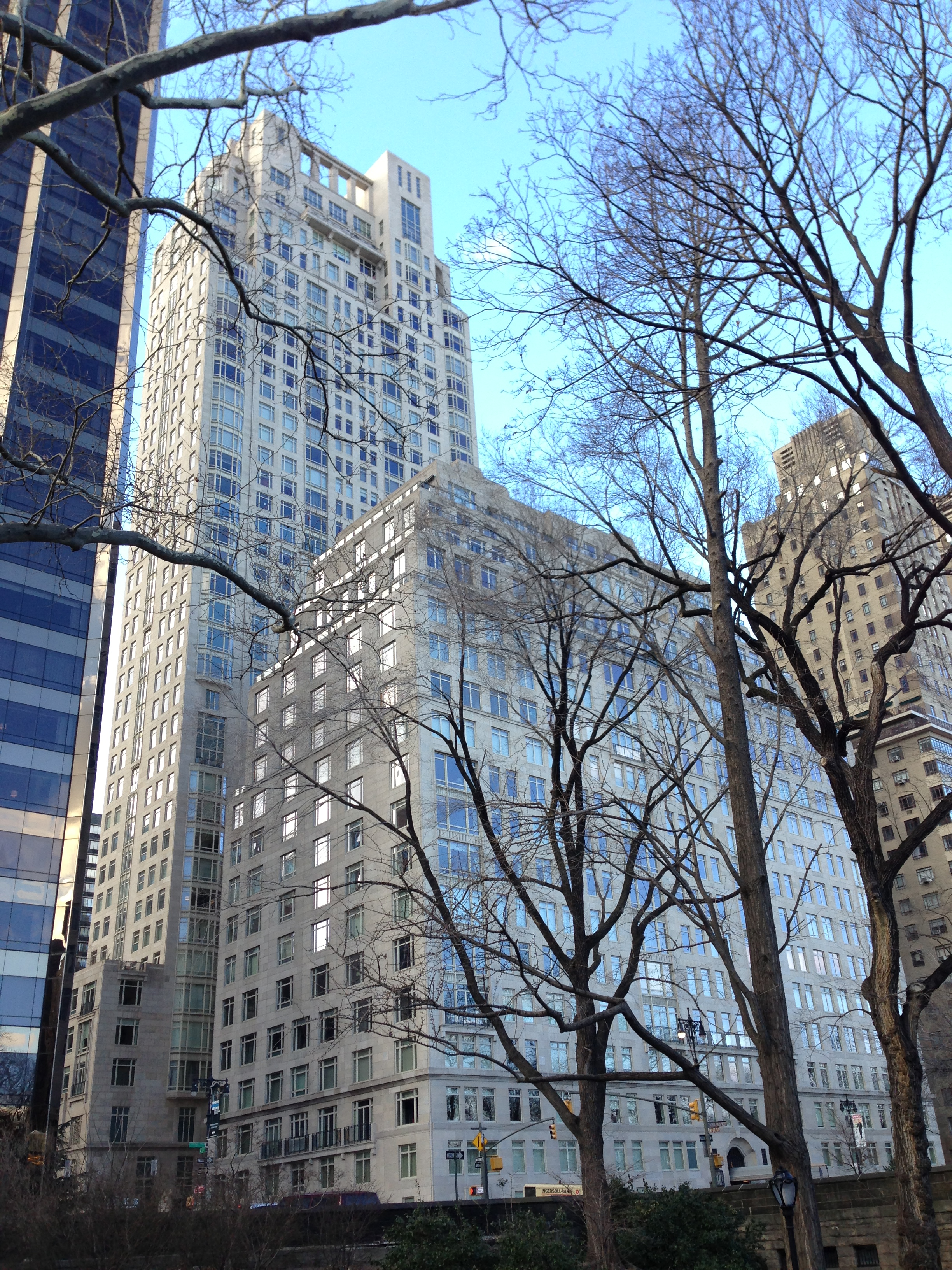
15 CPW vom Central Park aus gesehen (Februar 2013).